# .hn

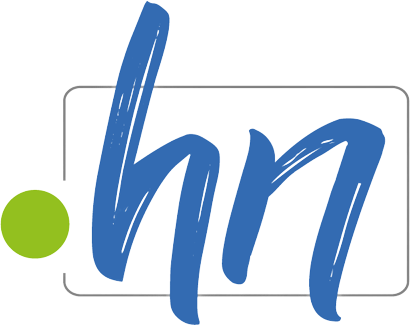

.hn는 온두라스의 인터넷 국가 코드 최상위 도메인이다.

## 2차 도메인
- .net.hn
- .org.hn
- .edu.hn
- .gob.hn
- .com.hn